# Thomas Hanbury (MP)
Thomas Hanbury (1572–1617) foi MP de Petersfield de 1597 a 1601.
Hanbury era filho de Thomas Hanbury de Buriton, Auditor do Tesouro e de sua esposa Blanche, nascida Bowyer. Ele foi educado em Hart Hall, Oxford. Ele comprou a Letters Patent por Petersfield em 1599.